# Испуханы (Красночетайский район)
Испуха́ны (чув. Тралькасси) — деревня в Красночетайском районе Чувашской Республики. Административный центр Испуханского сельского поселения.

## География
Находится в северо-западной части Чувашии, на расстоянии приблизительно 8 км на север по прямой от районного центра села Красные Четаи.

## История
Известна с 1795 года, когда здесь было учтено 69 жителей. В 1897 году был учтен 61 двор и 378 жителей, в 1926—103 двора и 514 жителей, в 1939—474 жителя, в 1979—369. В 2002 году был 101 двор, в 2010 — 84 домохозяйства. В 1930 году был образован колхоз «Трудовик», в 2010 году действовал СХПК «Нива».

## Население
Постоянное население составляло 248 человек (чуваши 97 %) в 2002 году, 195 в 2010.